# S.T.A.L.K.E.R.: Shadow of Chernobyl
S.T.A.L.K.E.R.: Shadow of Chernobyl, tidligere kendt som S.T.A.L.K.E.R.: Oblivion Lost er et postapokalyptisk first-person shooter / Rollespil (RPG)computerspil af den ukrainske udvikler GSC Game World. Spillet foregår i Tjernobylområdet kendt som "Zonen" der eksisterer i virkeligheden.
Shadow of Tjernobyl foregår i år 2012, seks år efter endnu en katastrofe ved Tjernobyls atomkraftværk ud over den der faktuelt hændte i 1986. Fra den fiktive katastrofe i 1998 i spillet overtager science fiction historiedelen, men spillet indeholder korrekte informationer omkring Tjernobyl, ligesom mange af stederne i spillets verden eksisterer i virkeligheden.

## Plot
Spillet begynder med en bevidstløs og såret stalker (spilleren) som bliver bragt til Sidorovich.
Sidorovich er sortbørshandler i Zonen, og han redder stalkerens liv, men stalkeren lider af hukommelsestab. De eneste spor efter stalkerens identitet er en tattovering på hans arm hvor der står "S.T.A.L.K.E.R", samt en PDA hvor de eneste informationer er ordren; "Dræb Strelok". Sidorovich kalder derfor Stalkeren for "Marked One".
Marked One betaler nu Sidorovich tilbage for at redde hans liv ved at udføre forskellige små-ærinder for ham, og under disse opgaver får Marked One langsomt flere og flere informationer om ham selv, og Strelok.
Uden nogen idé om hans egen identitet stykker Marked One nu sporene af Strelok sammen og begiver sig af sted for at prøve at finde den person han åbenbart er blevet sat til at slå ihjel.

## Zonen
Zonen eller spillefladen, er ikke ubegrænset. Der er steder spilleren ikke kan gå hen, enten fordi der er sat et pigtrådshegn på, eller fordi den radioaktive stråling er for høj og dermed dødelig. Der er 18 levels i spillet, hvorimellem spilleren kan opnå adgang ved forskellige steder, eks en tunnel, eller en port.

## Gameplay
Spillet indeholder en enorm uhyggelig stemning. Der er også visse regler i spillet som i den virkelige verden. Spilleren skal sørge for, at hans karakter får mad, får opgraderet udstyr til at modstå det hårde miljø, får medicinalbehandling o.l. Eksempelvis kan man forbløde, hvis man er blevet såret, hvis ikke man har bandager til at forbinde såret med. Våben bliver nedslidte efter noget tid, ofte er de våben, man finder også slidte i forvejen, hvilket går ud over træfsikkerheden og rækkevidden. Våben kan også få funktionsfejl, i spillet kaldes dette at de "jammer".
Spillet udmærker sig ved at have et godt og velgennemtænkt plot og spændingsmoment, og at det kan slutte på flere forskellige måder. De valg man træffer spillet igennem har nogen indvirkning, men i slutningen af spillet er det direkte op til spilleren at vælge en slutning.